# بنك لبنان والمهجر
'''بنك لبنان والمهجر''' (Banque du Liban et D’Outre Mer، BLOM BANK) هو مصرف لبناني تأسس في العام 1951 وقد اختير بانتظام كأفضل مصرف في لبنان وبإجماع مراجع عالمية وإقليمية مهمة منها Euromoney  وThe Banker. وتستند نشاطاته على نموذج مصرفي شامل، وتتضمن خدماته: الصيرفة التجارية والخاصة والاستثمارية والإسلامية وصيرفة التجزئة والشركات وخدمات إدارة الأصول والوساطة المالية والتأمين.

## لمحة تاريخية
بدأت مسيرة بنك لبنان والمهجر في خمسينيات القرن الماضي وتحديدًا في العام 1951 في بيروت. وتزامن تأسيسه مع نهضة في قطاع المصارف اللبنانيّة. مع حلول العام 1953، بدأ المصرف بتوسيع نشاطاته نحو الخارج فافتتح فرعًا له في جدة، المملكة العربية السعودية. ومع اندلاع الحرب اللبنانية، تعزّز توسع بنك لبنان والمهجر نحو الخارج، ليلبيّ بالتالي الحاجات المصرفية للجاليات اللبنانية. أما اليوم، فبنك لبنان والمهجر متواجد في 12 بلدًا حول العالم. على مستوى القيادة، اضطلع الدكتور نعمان الأزهري بدور المدير العام للمصرف بدءاً من العام 1962 وشغل منصب رئيس مجلس الإدارة والمدير العام منذ عام 1971. وفي العام 2008، أصبح د. نعمان أزهري رئيسًا لمجلس إدارة مجموعة بنك لبنان والمهجر، بينما تمت تسمية ابنه السيد سعد أزهري رئيسًا لمجلس الإدارة ومديرًا عامًا لبنك لبنان والمهجر وهو يحتلّ أيضًا موقع نائب رئيس جمعية المصارف في بيروت.
تبدل اسم المصرف ليصبح بنك لبنان والمهجر في العام 2000. اشترى الفرع اللبناني من بنك آتش. أس. بي. سي. الشرق الأوسط بعد موافقة مصرف لبنان.
بدءًا من العام 2016، اعتبر «ثاني أكبر مصرف في لبنان من ناحية رسملة السوق».
يدعم بنك لبنان والمهجر بيروت ماراثون.

## العمليات
يؤمن بنك لبنان والمهجر وؤسساته التابعة خدمات الصيرفة التجارية والصيرفة بالتجزئة والصيرفة الاستثمارية والصيرفة الإسلامية وخدمات التأمين في لبنان وأوروبا والشرق الأوسط وشمالي أفريقيا. في ما يتعلق بالصيرفة التجارية، يقدّم بنك لبنان والمهجر لعملائه خدمات عدّة منها الإيداع وقروض الإسكان وقروض الاستهلاك وبطاقات الائتمان وتحويل الأموال وخدمات صرف العملات الأجنبية وغيرها من الخدمات المتعلقة بالفروع. أما من ناحية صيرفة الشركات، فيؤمن المصرف قروض وغيرها من التسهيلات الائتمانية والتمويل التجاري والإيداع والحسابات الجارية للشركات والمؤسسات. ويقدم القسم المتعلق بالصناديق والأموال وأسواق رأس المال خدمات الصناديق والاستثمار وخدمات مخصصة للمستثمرين وغيرها من الشركات. أما القسم المتعلق بإدارة الأصول والصيرفة الخاصة، فيؤمن بشكل أساسي خدمات استثمارية وخدمات الاستثمار والوساطة. في مجال الأعمال المتعلقة بالتأمين، تقدّم الشركة منتجات تأمين مختلفة كالتأمين على الحياة، والتأمين الصحي، والتأمين على السيارة، والتأمين على النقل البحري، والتأمين على الممتلكات، والتأمين على المطلوبات.

## شبكة المصرف والشركات التابعة
يتواجد بنك لبنان والمهجر حاليًّا في 12 بلداً تشمل كلّ من لبنان، والأردن، والإمارات، وفرنسا، وإنكلترا، وسويسرا، ورومانيا، وقبرص، ومصر، وقطر، والعراق، والسعودية. ويقدّم المصرف خدماته عبر شبكة من الوحدات المالية والمصرفية تعمل تحت مظلة بنك لبنان والمهجر أو المؤسسات التابعة.
1. المصارف والمؤسسات التابعة: بلوم بنك فرنسا، بلوم بنك سويسرا، بنك بلوم مصر، بلوم مصر لتداول الأوراق المالية، بنك بلوم قطر، شركة بلوم للإستثمار السعودية، بنك لبنان والمهجر للأعمال، بنك بلوم للتنمية (مصرف إسلامي)، شركة بلوم لإدارة الأصول ش.م.ل.
2. مؤسسات التأمين التابعة: آروب للتأمين، آروب مصر للتأمين وآروب مصر لتأمينات الحياة وشركة لبنان والمهجر للأوراق المالية – الأردن.

## المسؤولية الاجتماعية للشركة
في ما يتعلق بالمسؤولية الاجتماعية للشركة، وقّع بنك لبنان والمهجر في 26 كانون الأول/ديسمبر 2014 الاتفاق العالمي للأمم المتحدة الذي يلزمه باحترام عشرة مبادئ وباتخاذ التدابير اللازمة لدعم أهداف الأمم المتحدة وتقديم تقرير حول التطور المحرز (COP). وكخطوة لاحقة لتوقيع الاتفاق العالمي للأمم المتحدة، وافق مجلس الإدارة في نيسان/أبريل 2015 على تأسيس «لجنة للمسؤولية الاجتماعية للشركة» تعمل كهيئة استشارية ونُصحيّة وهدفها الأساسي مساعدة مجلس الإدارة في تحقيق مسؤولياته في ما يتعلق بسياسات وبرامج المسؤولية الاجتماعية للمصرف وأداء المصرف أيضًا من ناحية المسؤولية الاجتماعية.
كجزء أيضًا من المسؤولية الاجتماعية للمؤسسة، يقدّم بنك لبنان والمهجر برامج مختلفة ومشاريع تكمّل السياسات المعتمدة لديه. فعلى المستوى البيئي، تبنّى بنك لبنان والمهجر سياسات مختلفة تهدف إلى التقليل من أثر المصرف على البيئة بما في ذلك سياسة تدوير الأوراق والتقليل من استهلاكها وسياسة تدوير النفايات وسياسة تموين مستدامة وسياسة التقليل من استهلاك الطاقة.
على المستوى الاجتماعي، أطلق المصرف برنامج بلوم شباب كمنصة شاملة تساعد جيل الشباب اللبناني في وضع خطتهم للتعليم وتسهيل عملية اختيارهم لمهنهم وضمان مستقبلهم؛ فعمل بالتالي على تمكين الشباب.
على المستوى الاقتصادي، أطلقت بطاقة عطاء BLOM MasterCard “Giving Card” بالتعاون مع المركز اللبناني للأعمال المتعلقة بالألغام LMAC وهي وحدة في الجيش اللبناني، وهدفها المساعدة في إزالة الألغام والقنابل العنقودية.
على مستوى حوكمة الشركات، يعتبر بنك لبنان والمهجر المصرف الأول في العالم العربي الذي يوقّع إعلان «مستثمرون من أجل الحوكمة والنزاهة»Investors for Governance and Integrity (IGI) Declaration، ملتزمًا بالتالي تطبيق القواعد والتوصيات العامة لتقييم الحوكمة والنزاهة وكذلك تشجيع السلوك الأخلاقي.